# Pedro Beltran
Pedro Beltran (1120 -?) foi Senhor do Castelo de Malagón, da Casa de Malagón, local que actualmente corresponde ao actual município da Espanha na província de Ciudad Real, comunidade autónoma de Castilla-La Mancha.

## Relações familiares
Foi filho Bertrando de Risnel[carece de fontes?] (1100 -?). Casou com Maria Soares da Maia (1120 -?), de quem teve: